# Stezzano
Stezzano – miejscowość i gmina we Włoszech, w regionie Lombardia, w prowincji Bergamo.
Według danych na styczeń 2009 gminę zamieszkiwało 12 613 osób przy gęstości zaludnienia 1364 os./1 km².